# DPICM
DPICM (Dual-Purpose Improved Conventional Munition) は、高密度に一帯を制圧するために、予定された目標から最適な距離と高度で子弾を素早く散布するように設計された火砲や地対地ミサイルで使用される弾頭である。
"Dual-Purpose"とは、対装甲と対人の両方へ攻撃可能に設計されていることを意味している。この種の多様な空対地用兵器の一群はクラスター爆弾として知られている。日本語では「二重目的改良型通常弾」や「二用途向上化従来型弾」と訳されることがある。

## 米軍での子弾構成
最初の真のDPICMは、1970年代に155mm砲用のM483として開発された後、1975年まで改良版のM483A1が使用された。この弾頭は、対装甲・対人攻撃用の子弾ともいえる88個のM42/M46榴弾を内蔵していた。
DPICM専用の開発作業は1960年代後期に105mm砲用のM444が開始され1990年代初頭には生産終了された。
1987年に生産に入った155mm砲用のM864砲弾は、ベースブリードによって射程を延長したが、それまでと変わらずM42/M46榴弾を内蔵していた。ベースブリード機構のために子弾は72個に減少した。
1990年代末にM80を基本に105mm砲用の砲弾の研究が開始され、M915はM119 105mm榴弾砲用、M916はM101 105mm榴弾砲、M102 105mm榴弾砲用の2種の砲弾が開発された。
MLRS用に644個の子弾をばら撒く227mmロケット弾M77や120mm迫撃砲用のM984 120mm迫撃砲弾などもある。
2003年には、「不発」となった子弾の問題を減らす為に、M42/M46用の旧式信管と交換するための新たな自己破壊式信管を研究開発する予算が与えられた。
以下にDPICMの砲弾と収容されている子弾の構成を示す。
| 砲弾                  | M483A1            | M864              | M915          | M916         | M444                              |
| 口径                  | 155 mm            | 155 mm            | 105 mm        | 105 mm       | 105 mm                            |
| 配備年                | 1975              | 1987              | 1998 (?)      | 1998         | 1961 （1990年代初期には生産終了） |
| 射程                  | ? - 17 km         | ? - 30 km         | 10 km - 14 km | 3 km - 11 km | ? - 11.5 km                       |
| 収容内容              | 64 × M42 24 × M46 | 48 × M42 24 × M46 | 42 × M80      | 42 × M80     | 18 × M39 （M444E1はM36を使用)     |
| 砲弾重量 （信管含む） | 46.5 kg           | 47 kg             | ?             | ?            | 14.97 kg                          |
| 全長 （信管含む）     | 937 mm            | 899 mm            | ?             | ?            | 371.9 mm                          |